# Arne Ingdahl
Arne Ingdahl (født 9. juli 1899, død 18. juli 1974) var en norsk bokser. 
Han vandt en guldmedalje i vægtklassen weltervægt i NM 1922 og en guldmedalje i vægtklassen sværvægt NM 1923.